# 로플콘

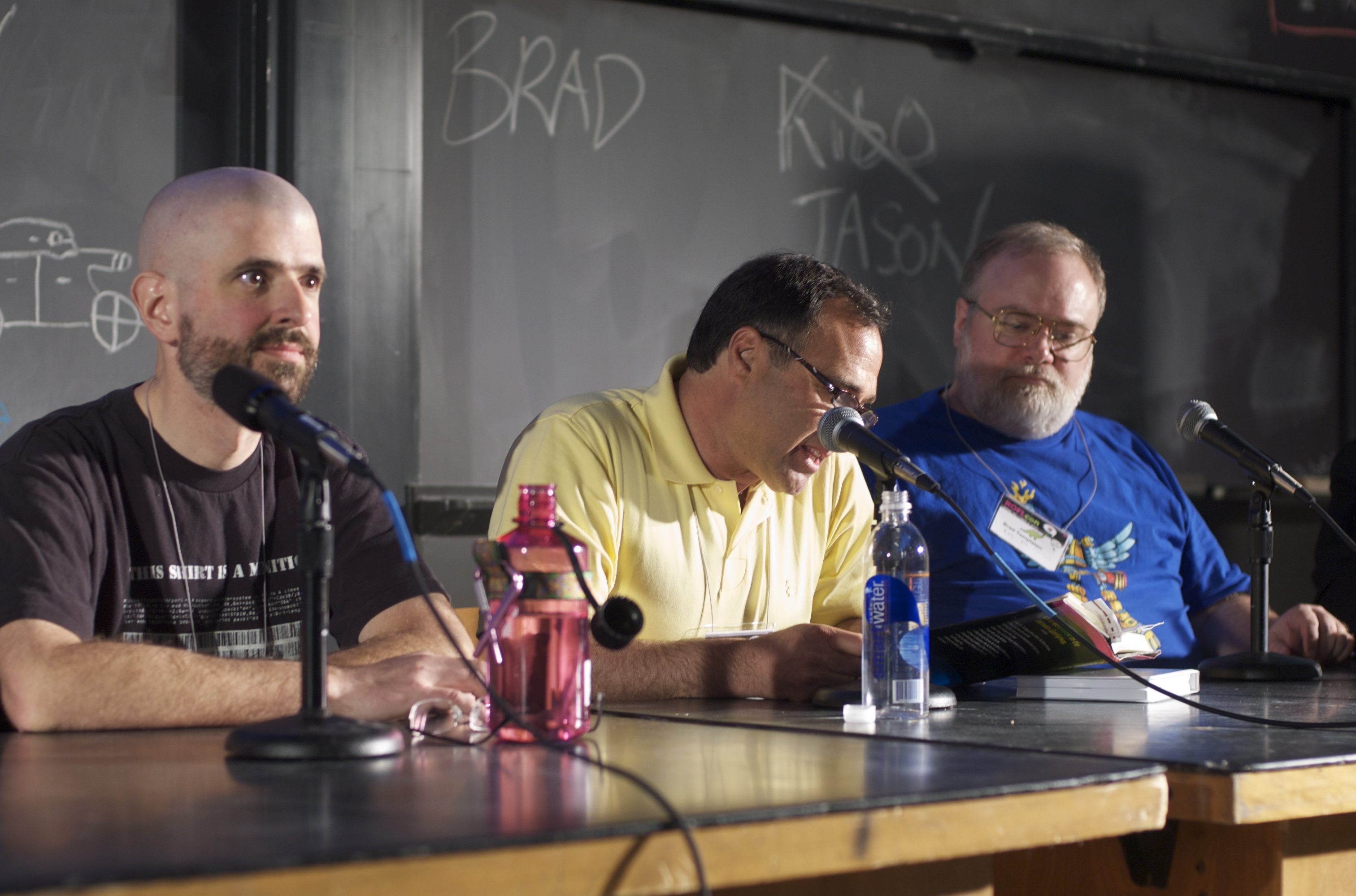
로플콘 제 2회 "유스넷의 영웅" 패널에서의 제이 펄, 로렌스 켄터, 브렛 템플레톤

로플콘(ROFLCon)은 2년마다 한 번씩 개최되는 인터넷 밈에 관한 컨벤션으로 2008년 4월 25~26일 매사추세츠 공과대학교에서 처음 개최되었다. 웹코믹 저자 xkcd, 제이 메이나드 "The Tron Guy", Moot, 리로이 젠킨스, The Brothers Chaps 등 수많은 인터넷 유명인사들이 대거 참여했다.
설립자 하버드 대학교의 학생, 팀 황의 말에 따르면 노스케임브리지의 한 공원에서 열린 xkcd와의 팬미팅에서 이 로플콘을 착안했다고 밝혔다.
참여 방식은 사전 참석 신청, 선불로 진행되었으며 주요 행사로는 관객과 패널간 인터넷 문화에 관한 질의 응답 및 토론으로 이뤄졌다. 폐막식 콘서트에는 그룹 X, 레슬리 홀, 레몬 데온, 트로카데로, 데니 블레이즈가 참여했다.
2010년, 제2회가 4월 30일~5월 1일에 걸쳐 MIT에서 개최되었다. 참여 요금은 학생에겐 45달러 "Mystery Pass."에겐 500달러를 받았다.

## 인용
1. ↑  “Confirmed Guests @ ROFLCon”. 2008년 4월 29일에 원본 문서에서 보존된 문서. 2008년 4월 27일에 확인함.
2. ↑  “The Team @ ROFLCon”. 2008년 5월 1일에 원본 문서에서 보존된 문서. 2008년 4월 27일에 확인함.
3. ↑  YouTube - How ROFLCon began